# Кострома (село)
Кострома  (рос. Кострома) — село у Карагінському районі Камчатського краю Російської Федерації.
Населення становить 67 (2018) осіб. Село розташоване у міжпоселеннєвій території.

## Історія
До 1 червня 2007 року у складі Коряцького автономного округу Камчатської області, відтак у складі Камчатського краю. Згідно із законом від 2 грудня 2004 року органом місцевого самоврядування є міжпоселеннєва територія.

## Населення
| 2002 | 2007 | 2008 | 2010 | 2012 | 2013 | 2014 |
| ---- | ---- | ---- | ---- | ---- | ---- | ---- |
| 142  | ↘102 | ↘96  | ↗105 | →105 | ↘83  | ↘80  |
| 2015 | 2016 | 2017 | 2018 |      |      |      |
| ↘74  | ↘67  | →67  | →67  |      |      |      |